# Balosest
Balosest, 1911 és 1918 között Bégabalázsd (románul: Baloșești) falu Romániában, a Bánátban, Temes megyében.

## Fekvése
Lugostól 54 km-re északkeletre, a Ruszka-havas peremén fekszik.

## Története
Kezdetben a marzsinai kerülethez tartozó román falu volt. Neve 1548-ban Belewsfalw, 1554-ben Bılošıšt, 1597-ben Belozest, 1598-ban Belosest máskép Belasfalva, 1717-ben Belooste. A 17. század elején puszta, 1717-ben nyolc házból állt. A 18–19. században a kamara birtoka volt. Hunyad, Temes, Krassó, 1880-tól Krassó-Szörény vármegyéhez tartozott.
Lakói között korábban fazekasok is voltak, akik mázatlan edényeket készítettek.

## Népessége
- 1910-ben 244 román anyanyelvű, ortodox vallású lakója volt.
- 2002-ben 140 ortodox vallású lakója közül 139 volt román és 1 magyar nemzetiségű.